# Wisaka
Wisaka (), Wisaka je dobronamjerni kulturni heroj prerijskih plemena Algonquian (ponekad ga folkloristi nazivaju "transformerom".) Njegovo se ime piše na toliko različitih načina, djelomično zato što ta plemena govore nekoliko različitih jezika, a djelomično zato što izvorno nisu bili zapisani (pa Govornici engleskog samo su to sricali kako god im je zvučalo u tom trenutku). Wisaka je lik prevarant čije su avanture često duhovite. Za razliku od ravničarskih indijanskih prevaranata, Wisaka se obično prikazuje kao dobar prijatelj čovječanstva, a ne opasno ili destruktivno biće.
Pojedinosti Wisakinog života ponešto se razlikuju od zajednice do zajednice. Najčešće se za njega kaže da ga je izravno stvorio Veliki duh. (Neke Kickapoo zajednice u Meksiku identificiraju Wisaku kao sina Velikog Duha, iako to može biti utjecaj kršćanstva.) U drugim tradicijama, Wisaku je rodila djevica, a odgojila ga je njegova baka Zemlja. U nekim pričama kaže se da je Wisaka stvorio prve ljude iz blata, dok je u drugima Veliki Duh stvorio ljude po uzoru na Wisaku, koji je potom postao njihov stariji brat. U mnogim plemenskim tradicijama, Wisaka ima mlađeg brata po imenu Chipiapoos ili Yapata, kojeg su ubili vodeni duhovi i koji je postao vladar mrtvih.
Ostale varijante imena: Wisake, Wiza'ka'a, Wiske, Wieska, Wizaka, Wizakaa, Wisakaa, Wisahkeha, Wisakeha, Wizakeha, Wisaaka, Wi'saka, Wisakatchekwa, Wiskatchekwa, Wisakachakwa, Wesokochauqua, Wisakatchakwa, We-sah-kah.
Plemena kod kojih je raširen: Kickapoo, Sac and Fox, Potawatomi